# ألان جولد
ألان جولد (بالإنجليزية: Alan Gould)‏ (22 مارس 1949 في لندن - ) روائي من المملكة المتحدة.